# Ha szombat este táncol
A Ha szombat este táncol című kiadvány a Neoton Família 2014-ben megjelent válogatásalbuma, mely papírtokos kiadásban 10 dallal került kereskedelmi forgalomba.
Az albumra került az 1982-ben újra hangszerelt Kell, hogy várj című dal is, mely a Szerencsejáték című albumon található.

## Megjelenések
| Ország       | Formátum | Sorszám   | Kiadó      | Év   |
| ------------ | -------- | --------- | ---------- | ---- |
| Magyarország | CD       | HCD 71285 | Hungaroton | 2014 |

## Az album dalai
- Kell, hogy várj!
- Santa Maria
- Nyár van
- Ha szombat este táncol
- Vándorének
- Kétszázhúsz felett
- Holnap hajnalig
- Don Quijote
- Sandokan
- Pago Pago